# (1806) Derice
(1806) Derice – planetoida z grupy pasa głównego planetoid okrążająca Słońce w ciągu 3 lat i 127 dni w średniej odległości 2,24 au Została odkryta 13 czerwca 1971 roku przez zespół Obserwatorium w Perth. Nazwa planetoidy pochodzi od imienia żony Dennisa Harwooda, członka zespołu Perth Observatory. Przed nadaniem nazwy planetoida nosiła oznaczenie tymczasowe (1806) 1971 LC.